# PTPN11
PTPN11（Protein-tyrosine phosphatase non-receptor type 11）またはSHP2（Src homology region 2 domain-containing phosphatase 2）は、ヒトではPTPN11遺伝子によってコードされている酵素である。PTP-1D（protein-tyrosine phosphatase 1D）、PTP-2C（protein-tyrosine phosphatase 2C）としても知られ、プロテインチロシンホスファターゼ（PTP）である。
PTPN11はPTPファミリーに属する。PTPは、細胞増殖、細胞分化、有糸分裂サイクル、発がん性形質転換など、さまざまな細胞過程を調節するシグナル伝達分子であることが知られている。PTPN11は2つのタンデムなSH2ドメインを含んでおり、リン酸化チロシン結合ドメインとして基質との相互作用を媒介する。大部分の組織で広く発現しており、有糸分裂の活性化、代謝の制御、転写の調節、細胞遊走など、幅広い細胞機能に重要なシグナル伝達を調節する役割を果たす。この遺伝子の変異はヌーナン症候群や急性骨髄性白血病の原因となる。

## 構造と機能
SHP2は、パラログであるSHP1（PTPN6）と同じく、N末端の2つのタンデムなSH2ドメインにPTPドメインが続くというドメイン構造をしている。不活性状態では、N末端のSH2ドメインがPTPドメインに結合して基質が活性部位へアクセスすることを防いでおり、自己阻害状態となっている。標的のリン酸化チロシン残基への結合に伴ってN末端のSH2ドメインはPTPドメインから解離し、自己阻害状態を解除することによって酵素を活性化する。

## PTPN11と関係した遺伝子疾患
PTPN11遺伝子座のミスセンス変異はヌーナン症候群とLEOPARD症候群の双方と関係している。
また、メタコンドロマトーシスとも関係している。

### ヌーナン症候群
ヌーナン症候群の症例におけるPTPN11の変異は遺伝子のコーディング領域全体にわたって広く分布しているが、すべて過剰活性化型や調節異常型のSHP2タンパク質の産生をもたらすようである。これらの変異の大部分は、自己阻害型コンフォメーションの維持に必要な、N末端のSH2ドメインと触媒コアとの相互作用面を破壊するものである。

### LEOPARD症候群
LEPPARD症候群を引き起こす変異は酵素の触媒コアに影響を与える領域に限定されており、触媒活性が損なわれたSHP2タンパク質が産生される。生化学的には反対の特徴を生じさせる変異が、ヌーナン症候群とLEPPARD症候群という類似した遺伝子疾患を引き起こす理由は今のところ明らかではない。

## PTPN11と関係したがん
ヌーナン症候群を引き起こすPTPN11の変異の一部では、若年性骨髄単球性白血病の高い発病率も観察される。SHP2の活性化型変異は、神経芽細胞腫、悪性黒色腫、急性骨髄性白血病、乳がん、肺がん、大腸がんでも検出されている。近年では、NPM1変異型の急性骨髄性白血病患者のコホート研究において、比較的高いPTPN11変異の保有率（24%）がみられることが次世代シーケンシングによって検出されている。しかし、こうした関係が予後に与える重要性は明確にはされていない。こうしたデータはSHP2ががん原遺伝子である可能性を示唆している。一方で、PTPN11/SHP2が腫瘍形成の促進因子と抑制因子のいずれとしても作用しうることが報告されている。老齢マウスモデルでは、肝細胞特異的なPTPN11/SHP2の欠失はSTAT3経路を介した炎症性シグナル伝達と肝細胞の炎症/壊死を促進し、結節性再生性過形成と腫瘍形成を引き起こす。また、ヒトの肝細胞がん試料の一部ではPTPN11/SHP2の発現の低下が検出された。

### ピロリ菌CagAタンパク質
ピロリ菌Helicobacter pyloriは胃がんと関係しているが、その一部はピロリ菌の病原性因子であるCagAとSHP2との相互作用によるものであると考えられている。CagAはピロリ菌によって胃上皮に挿入されるタンパク質である。Srcによるリン酸化によって活性化されると、CagAはSHP2に結合し、アロステリックにSHP2の活性化を引き起こす。その結果、形態学的変化と異常な有糸分裂促進シグナルが引き起こされ、持続的な活性によって宿主細胞のアポトーシスが引き起こされることもある。萎縮性胃炎、消化性潰瘍、胃がんの発症におけるcagA陽性ピロリ菌の役割が疫学的研究によって示されている。

## 相互作用
PRPN11は次に挙げる因子と相互作用することが示されている。
- CagA（英語版）[14]
- CBL[16]
- KIT[17][18]
- CD31[19][20][21][22]
- CEACAM1（英語版）[23]
- EGFR[24][25]
- Erk[26][27]
- FRS2（英語版）[28][29][30]
- GAB1（英語版）[31][32]
- GAB2（英語版）[33][34][35][36]
- GAB3（英語版）[37]
- gp130（英語版）[38][39][40]
- GRB2[30][41][42][43][44][45][46][47][48]
- GHR[49][50]
- HOXA10（英語版）[51]
- INSR[52][53]
- IGF1R[54][55]
- IRS1[56][57]
- JAK1（英語版）[38][41]
- JAK2[41][58][59]
- LAIR1（英語版）[60][61]
- LRP1（英語版）[62]
- PDGFRB（英語版）[63][64]
- PI3K → Akt[26]
- PLCG2（英語版）[33]
- PTK2B（英語版）[65]
- Ras[26][27]
- SLAMF1（英語版）[66][67]
- SOCS3（英語版）[38]
- SOS1（英語版）[30][68]
- STAT3[13]
- STAT5A[69][70]
- STAT5B[69]

## 関連文献
- Tie-1 receptor tyrosine kinase endodomain interaction with SHP2: potential signalling mechanisms and roles in angiogenesis. Advances in Experimental Medicine and Biology. 476. (2000). 35–46. doi:10.1007/978-1-4615-4221-6_3. ISBN 978-1-4613-6895-3. PMID 10949653
- “SH2-B and SIRP: JAK2 binding proteins that modulate the actions of growth hormone.”. Recent Prog. Horm. Res. 55:  293–311. (2000). PMID 11036942.
- “Absence of PTPN11 mutations in 28 cases of cardiofaciocutaneous (CFC) syndrome”. Hum. Genet. 111 (4–5):  421–7. (2002). doi:10.1007/s00439-002-0803-6. PMID 12384786.
- “Mutations of PTPN11 are rare in adult myeloid malignancies.”. Haematologica 90 (6):  853–4. (2006). PMID 15951301.
- “Germ-line and somatic PTPN11 mutations in human disease.”. European Journal of Medical Genetics 48 (2):  81–96. (2005). doi:10.1016/j.ejmg.2005.03.001. PMID 16053901.
- “PTPN11 mutations and genotype-phenotype correlations in Noonan and LEOPARD syndromes.”. Pediatric Endocrinology Reviews : PER 2 (4):  669–74. (2006). PMID 16208280.
- “Shp2-mediated molecular signaling in control of embryonic stem cell self-renewal and differentiation.”. Cell Res. 17 (1):  37–41. (2007). doi:10.1038/sj.cr.7310140. PMID 17211446.
- “How do Shp2 mutations that oppositely influence its biochemical activity result in syndromes with overlapping symptoms?”. Cell. Mol. Life Sci. 64 (13):  1585–90. (2007). doi:10.1007/s00018-007-6509-0. PMID 17453145.